# 845

## Починали
- Михаил I, византийски император
- Михаил I Рангаве, византийски император